# Machiloides banksi
Machiloides banksi es una especie de Meinertellidae, familia de insectos basales pertenecientes al orden Archaeognatha, en el género Machiloides.